# Oligodon taeniolatus
Espèce
Synonymes
- Coronella taeniolata Jerdon, 1853
- Xenodon dubium Jerdon, 1853
- Oligodon subgriseum Duméril & Bibron, 1854
- Oligodon elliotti Günther, 1864
- Oligodon fasciatus Günther, 1864
- Oligodon spilonotus Günther, 1864
- Contia transcaspica Nikolsky, 1903

Statut de conservation UICN

 LC  : Préoccupation mineure
Oligodon taeniolatus est une espèce de serpent de la famille des Colubridae.

## Répartition
Cette espèce se rencontre, :
- en Afghanistan
- en Inde ;
- dans l'est de l'Iran ;
- au Pakistan ;
- au Sri Lanka ;
- dans le sud du Turkménistan.

## Liste des sous-espèces
Selon The Reptile Database (28 janvier 2014) :
- Oligodon taeniolatus fasciatus Günther, 1864
- Oligodon taeniolatus taeniolatus (Jerdon, 1853)

## Publications originales
- Günther, 1864 : The reptiles of British India, London, Taylor & Francis, p. 1-452 (texte intégral).
- Jerdon, 1854 "1853" : Catalogue of Reptiles inhabiting the Peninsula of India. Journal of the Asiatic Society of Bengal, vol. 22, p. 522-534 (texte intégral).